# Rampoldsheim
Rampoldsheim ist ein Ortsteil in der Gemeinde Obertaufkirchen im oberbayerischen Landkreis Mühldorf am Inn.

## Lage
Der Weiler Rampoldsheim liegt 800 m nordöstlich von Obertaufkirchen südlich der Bahnstrecke München–Simbach.

## Bevölkerungsentwicklung
In der Nachkriegszeit des Zweiten Weltkriegs lebten in Rampoldsheim 24 Einwohner. Im Mai 1987 gab es dort acht Einwohner in drei Wohngebäuden.
| Jahr      | 1925 | 1950 | 1970 | 1987 |
| Einwohner | 17   | 24   | 20   | 8    |